# Улица Мите Ружића (Београд)
| Улица Мите Ружића | Улица Мите Ружића             |
| ----------------- | ----------------------------- |
|                   |                               |
| Општина           | Звездара                      |
| Почетак           | Булевар краља Александра 363  |
| Крај              | Валтерова улица, Звездара     |
| Дужина            | 2500 m                        |
| Ширина            | 15 m                          |
| Названа           | 1948.                         |
| Стари називи      | Миријевска (део), Црнопоточка |
|                   |                               |
|                   |                               |

Улица Мите Ружића налази се на територији општине Звездара у Београду и протеже се од Булевара краља Александра код броја 363, сече раскрсницу код Улице Милана Ракића и Улице Матице српске и протеже се даље према Звездарској шуми, пролази поред Крагујевачке и завршава се у слепој улици која носи назив Валтерова. Једна је од најпрометнијих улица у овом делу града и представља једну од главних веза између Миријева и Булевара краља Александра. У њој се налазила фабрика одеће "Клуз".

## Име улице
Овај назив улица је добила 1948. године. У периоду од 1930. до 1940. носила је назив Црнопоточка. Пре тога један њен део, око Улице Милана Ракића, носио је назив Миријевска.

## Димитрије Мита Ружић
Улица данас носи име по глумцу Димитрију Мити Ружићу (Српски Чанад, 1841 - Вршац, 1912).
Мита Ружић је глумачку каријеру започео у немачкој путујућој дружини која је гостовала у његовом родном месту, да би потом, са Јованом Кнежевићем и Стеваном Путићем основао своју позоришну дружину.
Глуму је студирао у Загребу код Јосипа Фрајденрајха 1864. године. Наизменично је наступао у Београду и Новом Саду.
За педесет година остварио је око пет стотина улога. Иако се посебно истакао у националној, историјској драми, огледао се и у водвиљу, комедији и мелодрами.

## Фабрика одеће "Клуз"
Фабрика "Клуз", која се налазила у Улици Мите Ружића бр. 8, основана је 1947. године као фабрика конфекције и падобрана. Назив је добила по партизанском пилоту, народном хероју и учеснику рата 1941-1944. Фрањи Клузу (1913-1944).
Фабрика је запошљавала око 10.000 људи од којих су 90% чиниле жене.
После неколико неуспешних приватизација, фабрика је ликвидирана 2011. године. Просторије овог некадашњег гиганта се данас издају различитим удружењима и спортским клубовима.

## Галерија
- Улица Мите Ружића
- Део зграде старе фабрике "Клуз"